# Vatica lanceaefolia
Vatica lanceaefolia là một loài thực vật thuộc họ Dipterocarpaceae. Loài này có ở Bangladesh, Ấn Độ, và Myanmar.